# Трън (община Девол)
Вижте пояснителната страница за други значения на Трън.
Трън (на албански: Tren или Treni) е село в Албания в община Девол, област Корча.

## География
Селото е разположено северно от Билища.

## История
Северно от Трън са Траяновата крепост и Трънската пещера. Калето е обявено на 15 януари 1963 година за археологически паметник на културата.
Селото се споменава в османски дефтер от 1530 година под името Тирани, спахийски зиамет и тимар, с 3 ханета мюсюлмани, 36 ханета гяури и 11 ергени гяури.
Според статистиката на Васил Кънчов („Македония. Етнография и статистика“) в 1900 Търнъ или Тернъ е чисто арнаутско село.
На Етнографската карта на Битолския вилает на Картографския институт в София от 1901 година Трън (Терни) е смесено албанско мюсюлманско-албанско православно и влашко село в Корчанската каза на Корчанския санджак със 125 къщи.
При избухването на Балканската война в 1912 година един човек от Трън е доброволец в Македоно-одринското опълчение.
В началото на XXI век езиковедите Клаус Щайнке и Джелал Юли провеждат теренно изследване сред описваните в литературата в миналото като славяноговорещи селища в Албания. Трън е отбелязано от тях като напълно албаноговорещо.
До 2015 година селото е част от община Център Билища.

## Личности
Родени в Трън
- Христо А. Арапов (Рапов), македоно-одрински опълченец, 1 рота на 6 охридска дружина, носител на орден „За храброст“ IV степен[10]